# 越龙属
越龍屬（学名：Yueosaurus）是鸟臀目的一屬，是種小型恐龙，生存於白堊紀中期的今中华人民共和国浙江省。
越龍的正模標本（ZMNH M8620）是一個關節仍連接、保存狀態良好的部分身體骨骼，发现于中华人民共和国浙江省台州市天台縣的两头塘组，地質年代为白垩纪中期的阿普第阶—森诺曼阶。化石标本包含颈椎、背椎、尾椎、肩胛骨、前肢、部分肋骨、骨盆、部分后肢等部位，根据估计体长约为1.5公尺。越龍是第一個發現於中國的原始鳥腳類恐龍，也是生存位置最南的亞洲原始鳥腳類恐龍。與其他鳥臀目恐龍相比，越龍有許多不同特徵。在2012年，越龍被發現可能屬於熱河龍科，或是熱河龍科的近親。
在2012年，中華人民共和國浙江自然博物馆与日本福井县立恐龙博物馆的科学家共同進行敘述、命名，模式种为天台越龙（Yueosaurus tiantaiensis）。属名“越”源于浙江古代所在的越国；種名則是以化石發現處的天台縣為名。